# Campoletis takizawai
Campoletis takizawai là một loài tò vò trong họ Ichneumonidae.